# Briareum stechei
Briareum stechei is een zachte koraalsoort uit de familie Briareidae. De koraalsoort komt uit het geslacht Briareum. Briareum stechei werd in 1908 voor het eerst wetenschappelijk beschreven door Kükenthal. 